# Castelvecchio Museum
Muzeum Castelvecchio (italsky Museo Civico di Castelvecchio) je umělecké muzeum ve Veroně, v severním Itálii, které se nachází v středověkém hradě Castelvecchio postaveném v letech 1354 - 1356 Cangradem II. Budova byla na muzeum přestavěna v roce 1925, a dnes vystavuje sochy a malby ve středověkém prostředí.

## Obnova a architektura
Obnova architektem Carlem Scarpou mezi lety 1959 a 1973 změnila vzhled budovy i expozice. Scarpův unikátní architektonický styl je viditelný v detailech vchodů, schodišť, zařízení a inventáři navrženého pro jednotlivé specifické umělecké předměty. Scarpa beze změny ponechal hlavní fasádu.